# Костенко Любов Павлівна
Любо́в Па́влівна Косте́нко (* 2003) — українська тенісистка.

## З життєпису
Народилася 2003 року в місті Кривий Ріг. В основному грає на турнірах ITF Women's World Tennis Tour, ще не вигравала жодного титулу.
У жовтні 2018 року потрапила в фінал жіночого одиночного розряду; із партнеркою Анастасією Комар в фіналі жіночого парного розряду турніру ITF у Чорноморську.
У 2019 році виграла «J1 Casablanca» у жіночому парному розряді з партнеркою Джулією Морле, а також «J1 Villena» у жіночому парному розряді з Мартиною Кубкою. На Відкритому чемпіонаті Франції дійшла до 1/8 фіналу в юніорському парному розряді з Джулією Морле. Того ж року зазнала травму косих м'язів живота.
2021 року була у фіналі парного розряду турніру ITF в Анталії разом зі своєю партнеркою Федерікою Білардо.